# فركة (قرية)
فركة قرية تاريخية تقع في الشطر الشمالي من منطقة السكوت على ضفة النيل الشرقية في الولاية الشمالية من السودان، فيهاإحدى أقدم المدارس في السودان وثاني أقدم مدارس منطقة السكوت، يحدها من الجهة الشمالية قرية سركيمتو(سركيمتو (قرية)) ومن الجهة الجنوبية قرية مفركة، ومن الشرق صحراء العتمور ومن الغرب نهر النيل.
أقصى امتداد لها من الشمال إلى الجنوب حوالي 7.5كلم، ومن الجنوب إلى الشمال كلم واحد (830م تقريباً).

## النشاط السكاني

### الزراعة
حيث يزرع السكان المحاصيل الزراعية (القمح، الفول، الذرة)، الخضروات (الطماطم، الخيار، وغيرها مما يناسب البيئة هناك)، الحمضيات (كالليمون)، الفواكة (كالمانجو).

### الرعي
وترعى الماشية من ضأن وماعز وإبل - بشكل قليل -.

### الهجرة
بسهاجر الكثير من سكان القرية، لطلب الرزق في مدن داخل السودان (كعطبرة، والخرطوم، ودنقلا)، أو دول خارج السودان (كالسعودية، والإمارات، وقطر، والولايات المتحدة).

## جبل ميمي
جبل ميمي (بالميمين المفتوحين المكسرين، والياءين الساكنين). أعلى جبل في منطقة السكوت بارتفاع 900م ويقع شمال قرية فركة (كلم واحد شمال المدرسة - أي مدرسة فركة -)، ويسمى أسفل سفحه بمفترق الطرق الثلاث إذ أن الطريق ينقسم فيه إلى قسمين قسم شرق الجبل وهو طريق الصحراء، وقسم جنوبه وهو طريق النيل (لأنه بمحاذاة النيل)، والطريق هناك أشبه بمنطقة اقتران النيلين عند مدينة الخرطوم. ويرجح بعض المؤرخون وجود بعض الآثار الباقية من سيوف وجماجم بعد حرب ضارية قامت بين قوات الإنجليز وجيوش المهدية وقيل أن الإنجليز احتموا بالجبل، والجبل هو أكبر جبل في منطقة السكوت يليه جبل عبري بـ 700م ثم جبل صاي بـ600م.

## المصدر
1. ↑  موقع صوت النوبة
2. ↑  موقع حميدكي